# Hi Society
Hi Society war ein österreichisches Magazin des Fernsehsenders ATV mit Neuigkeiten aus Fashion, Lifestyle und High Society, das im Juni 2003 startete. Der Sendungstitel fungierte zugleich als Dachmarke für weitere Sendungen. Die Sendung wurde zuletzt sonntags um 19:45 Uhr ausgestrahlt.

## Entwicklung
Ursprünglich wurde die Sendung von Dominic Heinzl geleitet und moderiert. Der Zuseherquotenrekord lag bei 361.000 Sehern (Schnitt: 237.000 Seher) am 9. Februar 2009. Mit dem Wechsel von Heinzl zum ORF, wo er die Sendung CHILI – Society mit Dominic Heinzl gestaltete, stellte ATV das Format mit einer letzten Ausstrahlung am 30. Dezember 2009 ein. Im Jänner 2010 wurden noch Best-Of-Zusammenstellungen aus früheren Sendungen gezeigt. Ab Anfang Februar 2010 wurde auf dem Sendeplatz das Boulevard-Magazin ATV Life mit Volker Piesczek und Kerstin Ruhri gesendet.

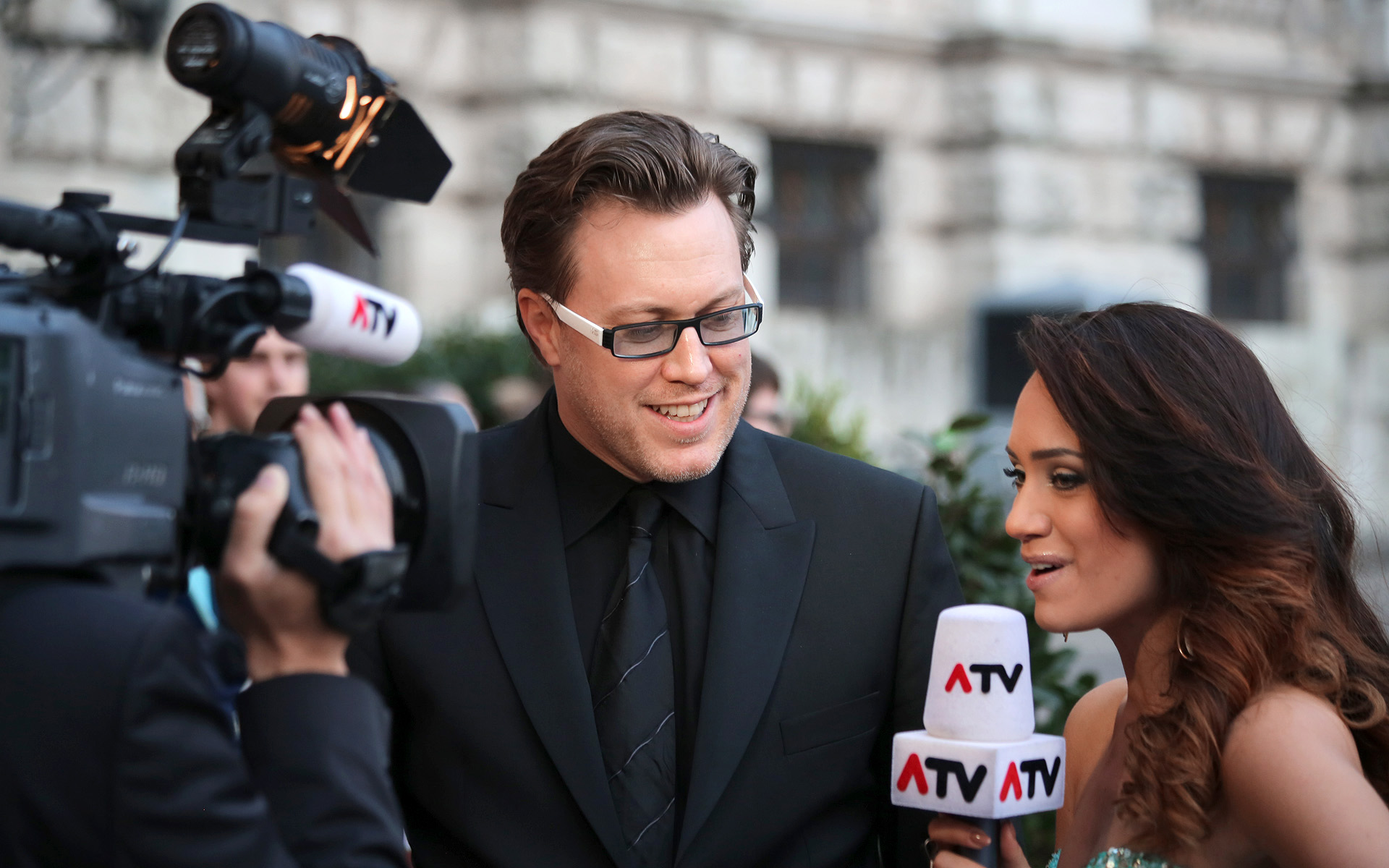
Sasa Schwarzjirg, Interview mit Nicholas Ofczarek, Romy-Verleihung 2013

Im Februar 2013 startete ATV mit einem Relaunch der Sendung, nun moderiert von Sasa Schwarzjirg, Claudia Hölzl und Andreas Moravec. Im Sommer 2013 wurde die Sendung vorübergehend eingestellt. Seit dem 27. Oktober 2013 läuft die Sendung wieder, diesmal ohne Moderation und nur mehr am Sonntag.

## Dazugehörige Formate
Samstags berichtete Dominic Heinzl in Hi Society International über aktuelle Ereignisse in der „internationalen Prominenten-Szene“. In Hi Society Backstage wurden Heinzl und sein Team bei der Arbeit begleitet.